# Karl Schnieke
Karl Schnieke (ur. 24 sierpnia 1919 w Apoldzie, zm. 13 czerwca 1974 w Jenie) – wschodnioniemiecki piłkarz występujący na pozycji napastnika, reprezentant NRD.

## Życiorys
Karierę piłkarską rozpoczynał w Olympii Apolda, przekształconej później w BSG Metall. W 1951 roku na pół roku został piłkarzem Bremer SV. W barwach tego klubu zdobył pięć goli w 15 meczach. Następnie przeszedł do Motor Jena (wcześniej i później Carl Zeiss). Z tym klubem w 1952 i 1956 roku awansował do Oberligi, a w 1958 roku zdobył wicemistrzostwo kraju.
26 października 1952 roku zadebiutował w reprezentacji NRD w przegranym 1:3 meczu z Rumunią. W meczu tym zdobył bramkę, stając się tym samym pierwszym strzelcem gola w historii reprezentacji NRD. Ogółem wystąpił w trzech meczach reprezentacji.
W latach 1966–1973 był trenerem rezerw Carl Zeiss Jena. Zmarł w 1974 roku. Od 1988 roku FC Carl Zeiss Jena organizuje turniej U-14 nazwany na cześć Schniekego.

## Statystyki ligowe
| Sezon         | Klub           | Liga            | Mecze | Gole |
| ------------- | -------------- | --------------- | ----- | ---- |
| 1951/1952 (j) | Bremer SV      | DDR-Bezirksliga | 15    | 5    |
| 1951/1952 (w) | BSG Motor Jena | DDR-Liga        | 10    | 4    |
| 1952/1953     | BSG Motor Jena | DDR-Oberliga    | 26    | 11   |
| 1953/1954     | BSG Motor Jena | DDR-Liga        | 26    | 12   |
| 1954/1955     | SC Motor Jena  | DDR-Liga        | 25    | 12   |
| 1955          | SC Motor Jena  | DDR-Liga        | 13    | 6    |
| 1956          | SC Motor Jena  | DDR-Liga        | 22    | 8    |
| 1957          | SC Motor Jena  | DDR-Oberliga    | 26    | 5    |
| 1958          | SC Motor Jena  | DDR-Oberliga    | 16    | 5    |